# Gaio Fonteio Capitone
Gaio Fonteio Capitone (in latino Gaius Fonteius Capito; I secolo a.C.) è stato un politico romano.
Seguace di Marco Antonio, nel 36 a.C. accompagnò Cleopatra in Siria. Nel 33 a.C. fu console suffetto.